# Hurikán Erin (2001)
Hurikán Erin byl nejdéle trvajícím hurikánem atlantické hurikánové sezóny 2001. Byla to zatím 6. tropická deprese, 5. tropická bouře a 1. hurikán sezóny. Erin se vyvinul z tropické vlny 1. září. Když větry zesílily až na 95 km/h, vlna povýšila na tropickou depresi. Bouře postupovala severozápad. Díky střihu větru se ale bouře částečně rozptýlila. Stala se z ní deprese a ta dále sílila. Hranici hurikánu přesáhla 9. září. V tento den větry dosahovaly rychlosti 195 km/h. Když prošel kolem Bermud, stočil se na severovýchod, zeslábl a ještě se obrátil přímo na východ. 15. září se z hurikánu stala mimotropická bouře, když prošla východně od mysu Race v Newfoundlandu. Úplně se rozptýlila 17. září poblíž Grónska.
I když hurikán prošel až 170 km od Bermud, na ostrově napáchal menší škody. Na východním pobřeží Spojených států amerických napáchaly škody hlavně vysoké vlny. V Newfoundlandu pak produkoval silné srážky a vítr, ale žádné větší škody nebyly hlášeny. Erin ale nikoho nezabil, ani nezranil.

## Postup

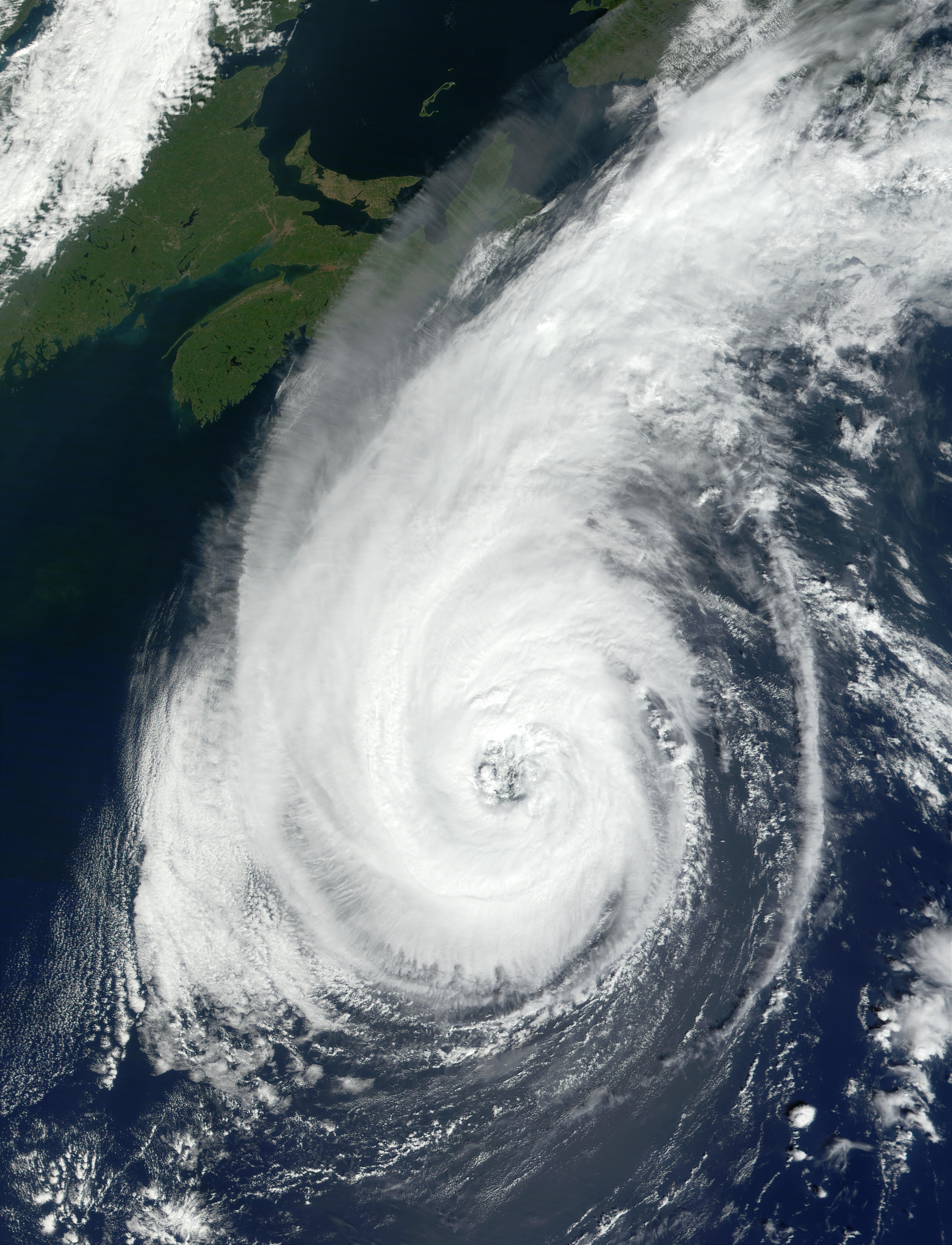
Hurikán Erin jižně od Nového Skotska

Tropická vlna, ze které se hurikán vyvinul, se pohybovala 30. srpna poblíž Afriky. Oblačnost se stávala více a více organizovanou. 31. srpna, jižně od Kapverdských ostrovů, se organizace zastavila. Dobré podmínky pro vznik podobné bouře ale stále přetrvávaly. Systém se opět začal organizovat a tropická deprese, pojmenovaná jako tropická deprese Six, vznikla 1. září, 2 590 km východně od Malých Antil.
Tato deprese postupovala dále severozápadně. Se slabým až středním střihem větru se deprese stávala čím dál tím více organizovanou. To vyústilo v povýšení na tropickou bouři s názvem tropická bouře Erin. 2. září, zatímco se bouře nacházela 1 855 km východně od Malých Antil, se větry pohybovaly kolem 95 km/h. Díky příznivým podmínkám se předpokládalo, že větry zesílí až na 135 km/h. Tak se ale díky silnému střihu větru nestalo a z tropické bouře se stala jen tzv. porucha. Později ale opět začala zesilovat. 6. září se opět jednalo o tropickou depresi.
Tato deprese postupovala na severovýchod, téměř ihned poté se ale stočila na severozápad a 7. září zesílila na tropickou bouři. Ta dále sílila a oblačnost se opět stávala lépe organizovanou. 9. září byla bouře označena za hurikán a tento den se objevily i nejsilnější větry, o rychlosti 195 km/h.

## Důsledek a přípravy na bouři

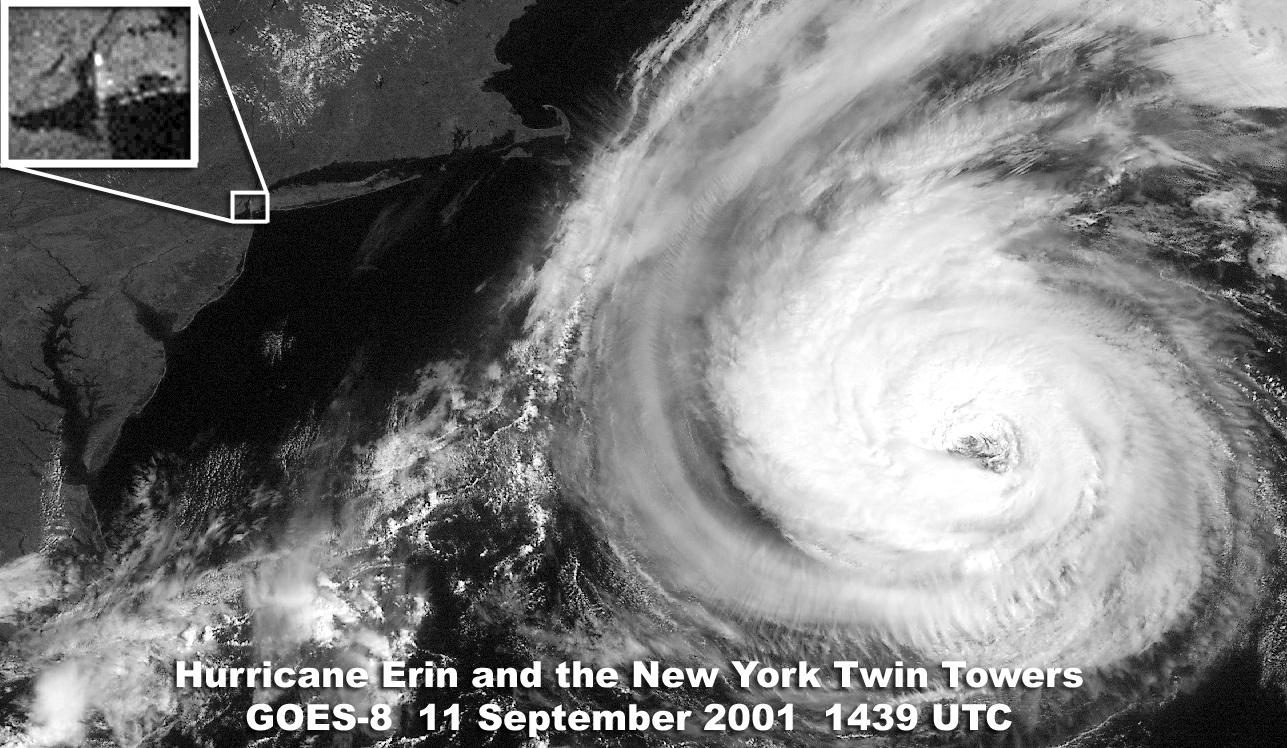
Hurikán Erin 11. září, krátce po útocích 11. září v New Yorku

Když se hurikán přiblížil, vláda na Bermudách vydala výstrahu právě před ním. Asi 24 hodin před přiblížením hurikánu k ostrovu, vláda toto upozornění povýšila na tzv. varování před hurikánem. Pozastavila se lodní i autobusová doprava na ostrově. Školy byly upraveny tak, aby mohly fungovat jako přístřeší před hurikánem, použilo je jen málo lidí. Bylo zrušeno několik letů a stovky lidí se nedostaly z nebo na ostrov. Nejsilnější vítr zasáhl východ ostrova. Dosahoval rychlosti až 66 km/h. Tento vítr porazil několik stromů, které zasáhly elektrické vedení a desítky domů zůstaly bez proudu, po dobu několika hodin. Velké vlny též poničily mnoho pláží, probíhaly tzv. eroze pláží. Tyto vlny též rozbily jednu loď. Hurikán též produkoval na ostrově silné srážky, záplavy ale nebyly hlášeny. I když Erin na Bermudách zavinil menší škody, nikdo nebyl zabit nebo zraněn.
Severní Karolínu pak zasáhly vysoké vlny. Vláda vydala prohlášení, ať obyvatelé sledují moře, protože se očekávalo, že vlny budou měřit až 1,8 m.
Vítr zasáhl hlavně Newfoundland, kde se rychlost větru pohybovala kolem 85 km/h, na mysu Race pak s nárazy 108 km/h. Erin zde produkovala i silné srážky, nejvíce pak na Sagona Island, kde napršelo až 131 mm. Vlny přímo na pobřeží zde dosáhly výšky 9,3 m, u bójí na moři pak 14,2 m. Žádná škoda ale nebyla hlášena.